# Південно-Східні залізниці

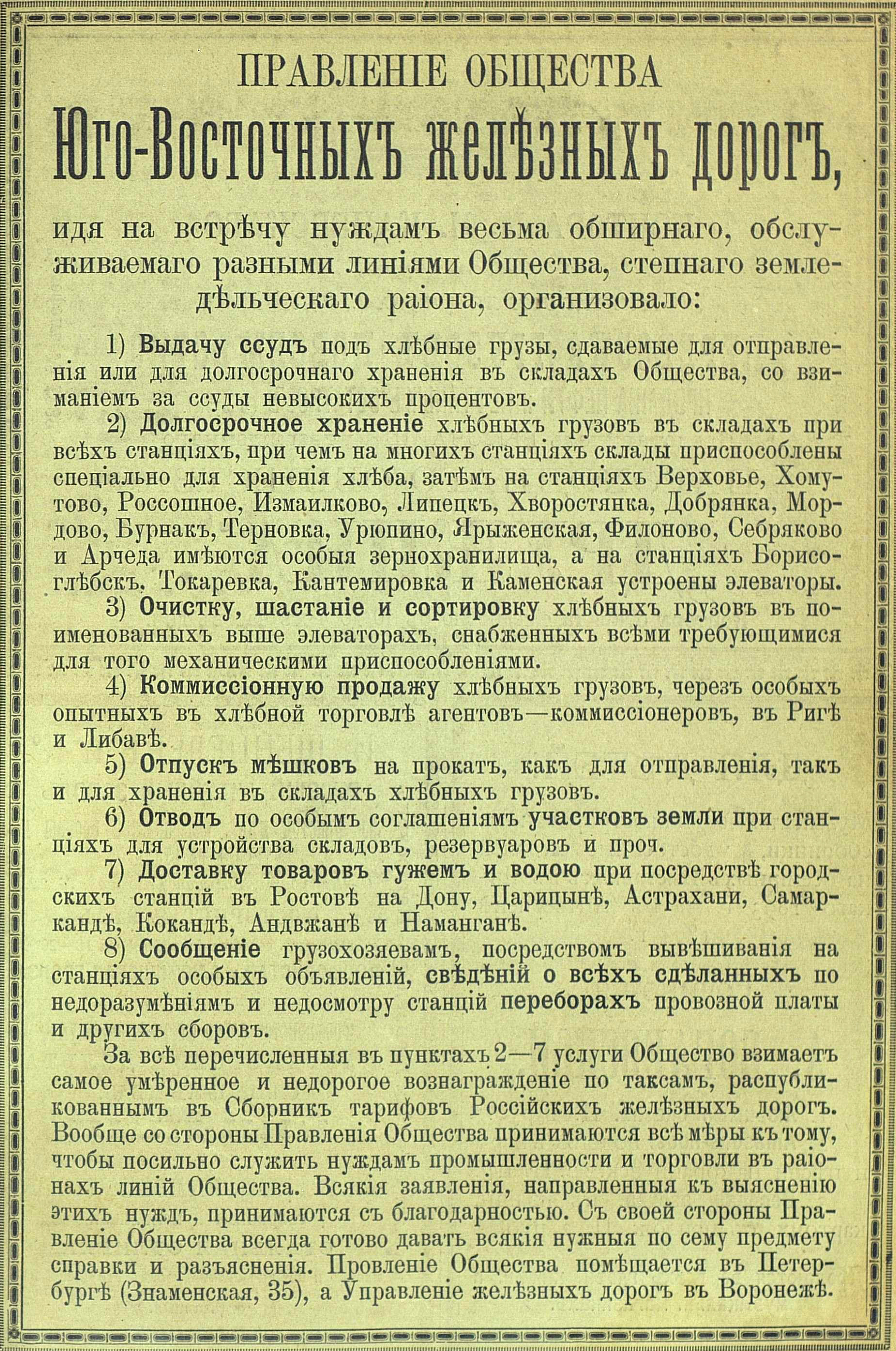
Реклама послуг Товариства Південно-Східних залізниць, 1897 рік

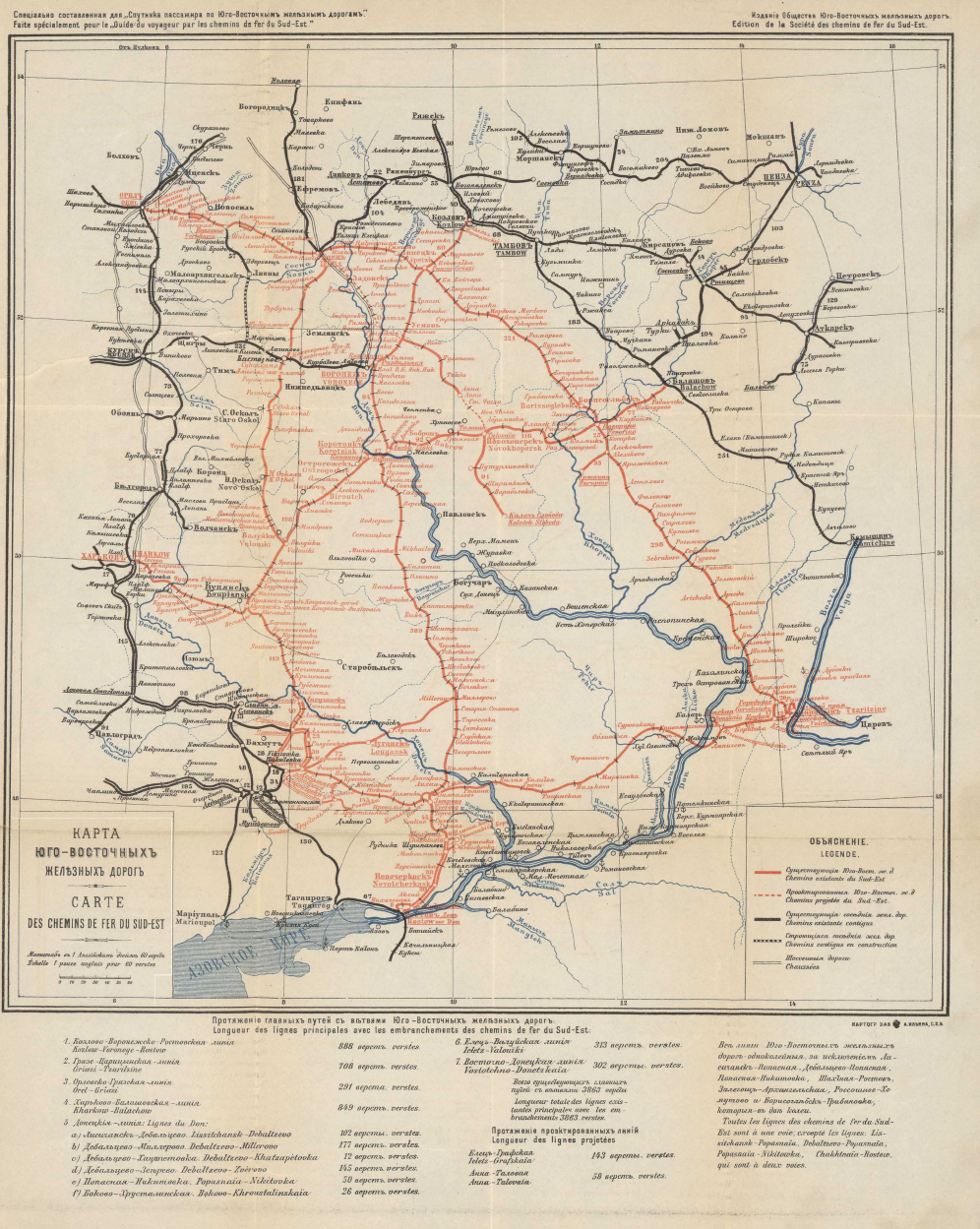
Карта залізниць станом на 1899 рік (червоні гілки)

Південно-Східні залізниці (рос. дореф. Юго-Восто́чныя желѣ́зныя доро́гі) — приватні залізниці, побудовані в період з 1862 по 1900 рік.
Рейки залізниць проходили по теренах Воронезької, Орловської, Тульської, Тамбовської, Саратовської та Курської губерній (Центрально-Чорноземній області), а також по області Війська Донського (Східному Донбасу і Донщині). 
Шляхи належали акціонерному товариству Південно-Східних залізниць. Статут цього товариства затверджений в 1870 році. В 1893 році до складу товариства увійшли Грязі-Царицинська залізниця та Козлово-Воронезька залізниця, а також державні Орлово-Грязівська та Лівенська залізниці були передані в оренду товариству. Акціонери товариства — великі промисловці, близькі до уряду. Правління товариства розташовувалося у Петербурзі, а управління залізницею знаходилося у Воронежі.
Основні лінії товариства залізниць:  Царицин — Калач-на-Дону (1862 рік),  Козлов — Воронеж (1869),  Орел — Грязі (1868—1870),  Грязі — Царицин (1869—1871),  Отрожка — Ростов-на-Дону (1876),  Харків — Балашов (1895),  Графська — Ганна, Єлець — Валуйки (1897),  Графська — Рамонь, Лиха — Кривомузгінська (1900).
21 травня 1897 року підприємство отримало дозвіл на будівництво лінії від станції Міллерово Козлово-Вороніжсько-Ростовської залізниці до станції Луганськ, 30 травня — від станції Попасна до станції Микитівка Курсько-Харківсько-Севастопольської залізнці.
Протяжність залізниць на 1913 рік становила 3447 км, в тому числі 685 км двоколійних ділянок. У своєму парку залізниця мала 1056 паровозів різних типів, 24774 товарних і 1023 пасажирських вагонів. Для обслуговування парку паровозів і вагонів були побудовані майстерні на станціях Воронеж, Отрожка, Борисоглєбськ.
При будівництві залізниць було збудовано багато штучних споруд. Товариство будувало елеватори і зерносховища. При залізницях було відкрито 33 училища, які навчали залізничним професіям.
У вересні 1918 року залізниці були націоналізовані і перейшли до відання НКШС.
Станом на 2006 рік основні лінії цих залізниць входять до Південно-Східної залізниці, частина ліній нині перебуває у складі Приволзької, Північно-Кавказької і Московської залізниць (філій ВАТ «РЖД»)